# Maratus chrysomelas
Maratus chrysomelas es una especie de araña del género Maratus, familia Salticidae. Fue descrita científicamente por Simon en 1909.
Habita en Australia (Queensland, Australia Occidental, Nueva Gales del Sur, Victoria).